# Irshava
Irshava (em ucraniano:  Іршава, em iídiche:  אורשיווא) é uma cidade da Ucrânia, situada no Oblast da Transcarpátia. Tem 15,80 km² de área e sua população em 2020 foi estimada em 9.259 habitantes.